# Исса, Пьер
Пьер Санитариб Исса (англ. Pierre Sanitarib Issa; род. 11 сентября 1975, Марсель) — южноафриканский футболист, защитник. Работал спортивным директором в клубе «Олимпиакос» (Пирей).

## Карьера

### Клубная
После игры в полу-профессионально клубе «Дюнкерк», Исса начал свою профессиональную карьеру в «Олимпике» из Марселя в 1995 году, где помог клубу дойти до финала Кубка УЕФА 1999. В январе 2001 года на правах аренды перешёл в английский «Челси», правда не приняв участие ни в одном матче лондонского клуба. Сезон 2001/02 провёл в «Уотфорде». За «шершней» Пьер забил один гол: в матче против «Портсмута» (3—0). После серьёзной травмы в матче против «Бирмингем Сити» Исса был выставлен на трансфер 14 февраля 2002 года. После этого он не играл за «Уотфорд», но играл за свою страну на ЧМ-2002 пока все ещё действовал контракт с клубом.
После ухода из «Уотфорда», Исса подписал контракт с ливанским клубом «Олимпик Бейрут» и уже в первом сезоне помог клубу выиграть чемпионат и национальный кубок, но в 2004 году из-за финансовых проблем был отпущен. Позже он подписал контракт с греческим «Ионикос», а позднее с ОФИ, где он остался до 2009 года.

### Сборная
Дебют за национальную сборную состоялся 15 ноября 1997 года в товарищеском матче против Сборной Германии по футболу, где он также был капитаном. На чемпионате мира 1998 в матче против хозяев турнира совершил автогол. В состав сборной также был включен на чемпионат мира 2002 в Южной Корее/Японии. Также был участником трёх кубков африканских наций: 2000 (3-е место), 2002, 2006.

## Достижения
- Чемпион Ливана: 2003
- Обладатель Кубка Ливана: 2003